# Loose (album)
Loose – trzeci album studyjny kanadyjskiej piosenkarki Nelly Furtado. Wydawnictwo ukazało się 6 czerwca 2006 roku nakładem wytwórni muzycznych Geffen Records oraz MMG. Nagrania wyprodukowali: Timbaland, Lester Mendez, Rick Nowels, Nisan Stewart i Nate Hills. Utwory zostały zarejestrowane w The Hit Factory and Cubejam w Miami, The Chill Building w Santa Monica, Henson Studios i Capitol Studios w Hollywood oraz w The Orange Lounge w Toronto. Płyta była promowana podczas trasy koncertowej "Get Loose Tour". Występy zostały udokumentowane na płycie DVD pt. Loose: The Concert.

## Lista utworów
| #   | Tytuł                              | Kompozytor                          | Producent                 | Czas |
| --- | ---------------------------------- | ----------------------------------- | ------------------------- | ---- |
| 1.  | "Afraid" (ft. Attitude)            | Tim Mosley, Nate Hills, Tim Clayton | Timbaland, Danja          | 3:35 |
| 2.  | "Maneater"                         | Mosley, Hills, Jim Beanz            | Timbaland, Danja          | 4:25 |
| 3.  | "Promiscuous" (ft. Timbaland)      | Clayton, Mosley, Hills              | Timbaland, Danja          | 4:02 |
| 4.  | "Glow"                             | Mosley, Hills, Nisan Stewart        | Timbaland, Danja          | 4:02 |
| 5.  | "Showtime"                         | Hills                               | Danja                     | 4:15 |
| 6.  | "No Hay Igual"                     | Mosley, Hills, Stewart              | Timbaland, Danja, Stewart | 3:36 |
| 7.  | "Te Busqué" (ft. Juanes)           | Juanes, Lester Mendez               | Mendez                    | 3:38 |
| 8.  | "Say It Right"                     | Mosley, Hills                       | Timbaland, Danja          | 3:43 |
| 9.  | "Do It"                            | Mosley, Hills                       | Timbaland, Danja          | 3:41 |
| 10. | "In God's Hands"                   | Rick Nowels                         | Nowels, Furtado           | 4:54 |
| 11. | "Wait for You"                     | Mosley, Hills                       | Timbaland, Danja          | 5:11 |
| 12. | "All Good Things (Come to an End)" | Mosley, Chris Martin, Hills         | Timbaland, Danja          | 5:10 |

## Pozycje na listach
| Lista                | Kraj              | Pozycja | Certyfikat          |
| -------------------- | ----------------- | ------- | ------------------- |
| Ö3 Austria Top 40    | Austria           | 1       | 2x platynowa płyta  |
| Ultratop 50          | Belgia            | 1       | -                   |
| Media Control Charts | Niemcy            | 1       | 5x platynowa płyta  |
| RIANZ                | Nowa Zelandia     | 1       | 2x platynowa płyta  |
| OLiS                 | Polska            | 1       | diamentowa płyta    |
| Schweizer Hitparade  | Szwajcaria        | 1       | 5x platynowa płyta  |
| Billboard 200        | Stany Zjednoczone | 1       | 2x platynowa płyta  |
| MegaCharts           | Holandia          | 2       | -                   |
| IRMA                 | Irlandia          | 2       | platynowa płyta     |
| FIMI                 | Włochy            | 3       | 3 x platynowa płyta |
| AFP                  | Portugalia        | 3       | 2x platynowa płyta  |
| ARIA Charts          | Australia         | 4       | 2x platynowa płyta  |
| Tracklisten          | Dania             | 4       | platynowa płyta     |
| YLE                  | Finlandia         | 4       | złota płyta         |
| VG-Lista             | Norwegia          | 4       | złota płyta         |
| UK Albums Chart      | Wielka Brytania   | 4       | 3x platynowa płyta  |
| SNEP                 | Francja           | 5       | platynowa płyta     |
| Sverigetopplistan    | Szwecja           | 6       | złota płyta         |
| PROMUSICAE           | Hiszpania         | 12      | złota płyta         |
| AMPROFON             | Meksyk            | 66      | złota płyta         |
| Mahasz               | Węgry             | 1       | 2x platynowa płyta  |